# アルバン・ウィリアム・フィリップス
アルバン・ウィリアム・ハウスゴー・フィリップス（Alban William Housego Phillips、1914年11月18日 - 1975年3月4日）は、ニュージーランド生まれの経済学者である。フィリップスは彼の研究生活の大半をロンドン・スクール・オブ・エコノミクス（LSE）で過ごした。
彼の最も有名な貢献は、彼が1958年に初めて描いたフィリップス曲線である。彼はまた、1949年にMONIACという水力の経済学コンピュータを設計・製作した。

## 経歴
1914年、ニュージーランドに酪農家の息子として生まれる。学校を卒業する前にニュージーランドを離れ、オーストラリアでワニのハンターや映画館のマネージャーなど、様々な職を経験。1937年に中国へ訪れるものの、日本が中国に侵攻したことからソ連へ避難。シベリア横断鉄道経由でソ連・欧州を横断。翌年、イギリスに入国して電気工学を修める。
第二次世界大戦が勃発すると、フィリップスは英国空軍に入隊し、シンガポールへ配属された。シンガポールが陥落した時、彼は軍隊輸送船エンパイアステートで避難したが、その船はジャワ島へ無事に着く前に攻撃を受けた。ジャワ島もまた日本軍に占領されると、フィリップスは日本軍に捕らえられ、インドネシアの収容所で3年半、捕虜として抑留された。この間、彼は他の捕虜から中国語を学び、秘密ラジオを修理・小型化し、またお茶のための秘密湯沸し器を作り、収容所の照明装置に吊るした。1946年、彼は軍功により大英帝国勲章を受けた。
戦後、彼はロンドンへ移り、LSEで社会学を学び始めた。これは戦争捕虜たちが彼ら自身を組織する能力に魅せられたためである。しかし彼は社会学の勉強に飽きるようになり、ケインズ理論に興味を覚えて、経済学に転向した。フィリップスは1949年に初めてLSEの主要な経済学者等にMONIACを披露したところ大変好意的に受け取られ、フィリップスは間もなくLSEの教職を得ることとなった。1951年、彼は補助講師となり、1958年に教授へと昇進した。1967年にオーストラリアへ戻ってオーストラリア国立大学の教授となり、時間の半分を中国の研究に費やした。1969年に、戦争の後遺症と喫煙の影響が現れた。彼は発作に襲われ、早期退職せざるをえなかった。
彼はニュージーランドのオークランドに戻り、1975年3月に死去した。

## 業績

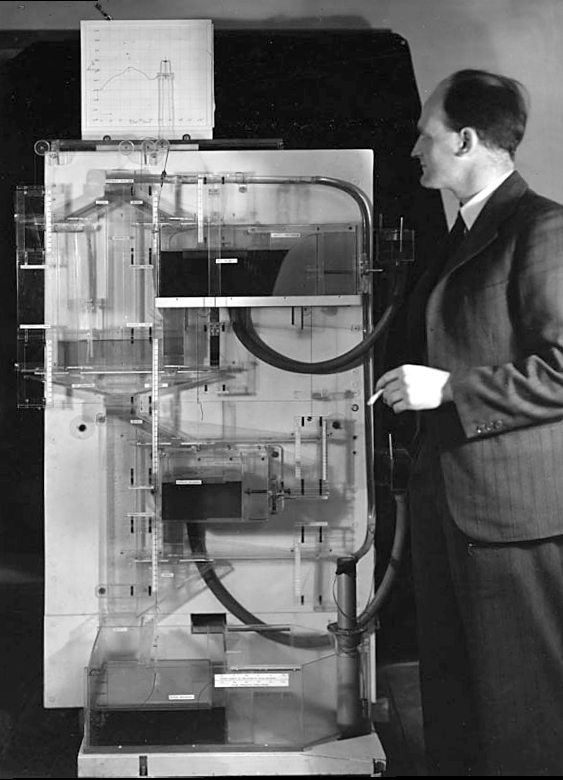
彼の考案したMONIAC装置と

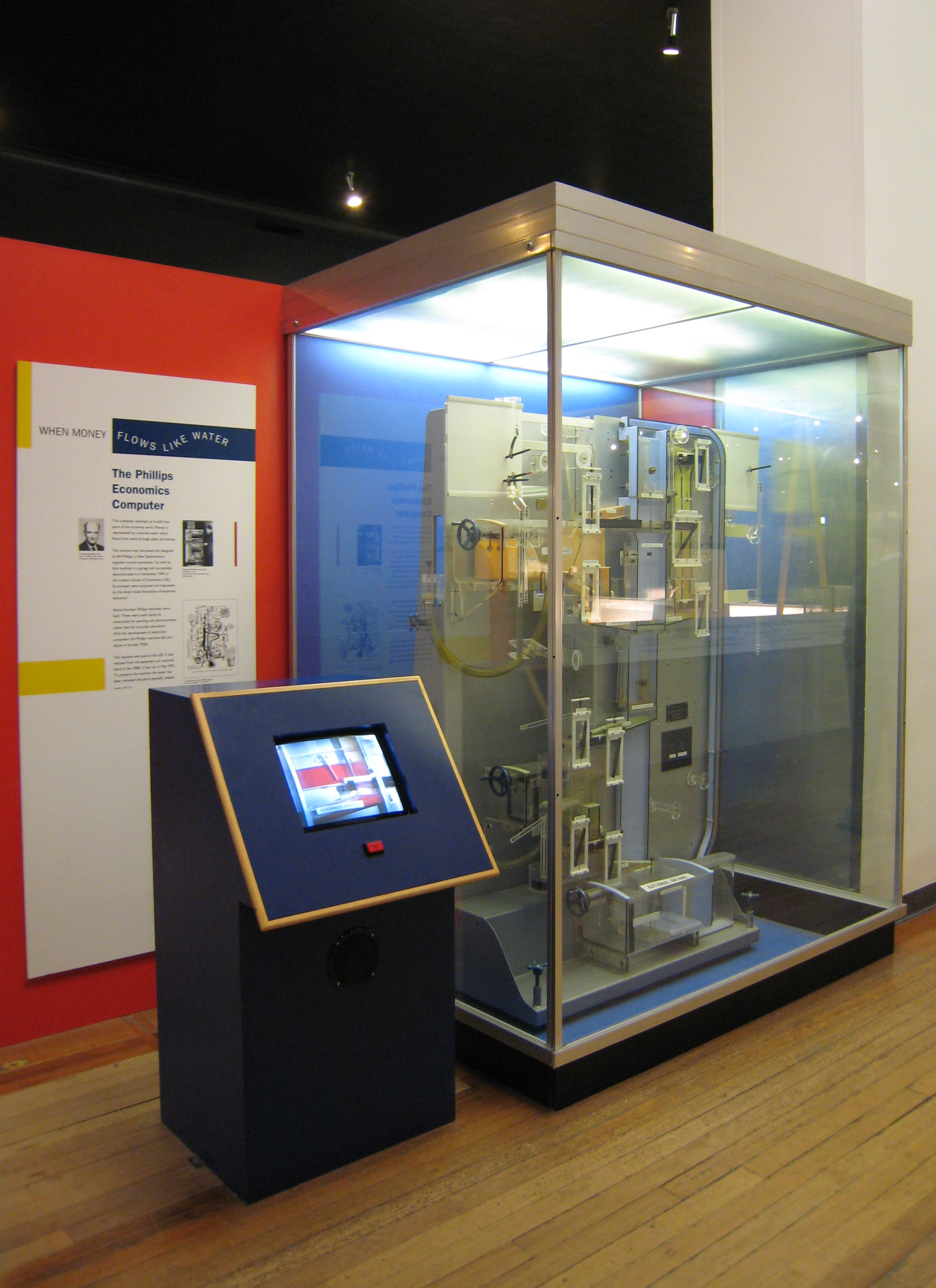
MONIAC

### MONIAC
- フィリップスがLSEの学生だった頃、彼はイギリス経済の動きをモデル化するために、水力を用いたアナログコンピュータを開発した。これは「貨幣的国民所得自動計算機」（Monetary National Income Automatic Computer, MONIAC）と呼ばれたが、恐らくはアメリカのENIACコンピュータを思わせるバクロニムである。そのタンクとパイプを通る水の流れは正確に経済を巡る貨幣の流れを模していた。税率や利子率といった経済変数の捕らえ難い相互作用をモデル化するMONIACコンピュータの能力は、当時としては強力な道具となった。フィリップスは1949年に初めてLSEの主要な経済学者等にMONIACを披露したところ大変好意的に受け取られ、フィリップスは間もなくLSEの教職を得ることとなった。彼は1951年補助講師から1958年教授へと昇進した。

### フィリップス曲線
- 彼は研究はイギリスのデータに焦点を当て、失業率が高い年は賃金率は安定しているか、あるいは下落する傾向を観察した。逆に、失業率が低い時は、賃金率は急激に上昇した。この種の傾向は既にアーヴィング・フィッシャーによって確認されていたが、1958年にフィリップスはフィリップス曲線によって描かれるインフレーションと失業との間の関係についての彼自身の研究を出版した。
- フィリップスの論文が出版されると間もなく、強い経済と低いインフレーションとの間にトレード・オフの関係があるという着想は、学究的経済学者や政策立案者に等しく想像力を引き起こした。ポール・サミュエルソンやロバート・ソローは、アメリカの経済状況下でフィリップス曲線に示唆された可能性について述べた重要な論文を書いた。人々がフィリップス曲線と考えるものは時間とともに実質的に変化してはいるものの、依然として景気変動のマクロ経済分析の重要な特徴である。

### その他の貢献
- フィリップスはいくつか他にも経済学への、特に安定化政策に関する注目すべき貢献を行った。経済学へのこのアプローチが彼のエンジニアとしての初期の訓練を反映していることは、異なる部門間の取引の流れを表現するためにパイプと巡回する水を備えた経済の物理モデルを構築したことでも明らかである。

## 著作
- "Mechanical Models in Economic Dynamics", 1950, Economica
- "Stabilization Policy in a Closed Economy", 1954, EJ
- "Some notes on the estimation of time-forms of reactions in interdependent dynamic systems", 1956, Economica
- "Stabilisation policy and the time form of lagged response", 1957, EJ
- "The Relation Between Unemployment and the Rate of Change of Money Wage Rates in the United Kingdom, 1861-1957", 1958, Economica
- "The Estimation of Parameters in Systems of Stochastic Differential Equations", 1959, Biometrika
- "Employment, Inflation and Growth", 1962, Economica
- "Estimation of Systems of Difference Equations with Moving Average Disturbances", 1966, Econometrica